# オラシオ・カステジャーノス・モヤ
オラシオ・カステジャーノス・モヤ（スペイン語: Horacio Castellanos Moya、1957年 - ）はエルサルバドルの小説家、ジャーナリスト。

## 生涯
カステジャーノス・モヤは1957年、ホンジュラスのテグシガルパで生まれた。父はエルサルバドル人で母はホンジュラス人だった。カステジャーノス・モヤが4歳のとき、一家はエルサルバドルに移住した。彼は1979年までエルサルバドルに住み、その後はトロントのヨーク大学に進学した。
ある時帰省の際、非武装の学生と労働者からなるデモにおいて政府のスナイパーが21人を殺害した事件を目撃した。彼は3月にエルサルバドルを離れたが、カナダには戻らずコスタリカとメキシコに向かい、ジャーナリストとして就職した。彼は1932年エルサルバドル平民虐殺事件により成立したファラブンド・マルティ民族解放戦線について好意的に書いたが、やがて党内抗争に幻滅した。
1991年、カステジャーノス・モヤは帰国して月刊誌の『テンデンシアス』（Tendencias）に寄稿するようになった。1995年に週刊誌『プリメラ・プラナ』（Primera Plana）の創刊に関与、同誌で1996年まで働いた。その後の数年間に彼は、『吐き気―サン・サルバドルのトーマス・ベルンハルト』、『鏡の中の悪魔』などの小説を出版した。『吐き気』の主人公はトーマス・ベルンハルト風の人物であり、エルサルバドルを離れた18年後に帰国し、祖国に対する悪罵を吐き散らす。この小説はエルサルバドル人の一部で非難を巻き起こし、発行禁止を呼び掛けた者や焚書した者もいたという。カステジャーノス・モヤの母が息子に対する犯罪予告を受けたこともあり、彼は1997年に亡命した。
2002年以降、彼はメキシコシティに住み、自ら10年間の亡命とした。彼は2004年、グアテマラにおける先住民虐殺を扱った報告書『グアテマラ：2度と決して！』（Guatemala: ¡Nunca más!）を題材に取った小説『無分別』（Insensatez）を出版した。2008年、この作品はカステジャーノス・モヤの作品の中ではじめて英語訳される作品となった。
カステジャーノス・モヤはフランクフルト・ブックフェアの招聘作家になり（2004年 - 2006年）、ピッツバーグの「シティ・オブ・アサイラム」プログラム（City of Asylum、2006年 - 2008年）で研修した。2009年には東京大学客員研究員になり、その後はアイオワ大学教授を務めた。また、サンプソニア・ウェイ・マガジン（Sampsonia Way Magazine）のコラムニストでもある。
初の長編小説『ディアスポラ』（La diáspora）はエルサルバドル内戦による亡命者の苦しみを題材にしており、1988年に中央アメリカ大学の国民小説賞を受賞した。

## 邦訳作品
- 『崩壊』寺尾隆吉訳、現代企画室、2009年
- 『無分別』細野豊訳、白水社、エクス・リブリス、2012年
- 『吐き気』浜田和範訳、水声社、フィクションのエル・ドラード、2020年

## 作品
- ¿Qué signo es usted, Doña Berta?, 1982（短編小説）
- Perfil de prófugo, 1987（短編小説）
- La diáspora, 1988（『ディアスポラ』、小説）
- El gran masturbador, 1993（短編小説）
- Con la congoja de la pasada tormenta, 1995（短編小説）
- Recuento de incertidumbres: cultura y transición en El Salvador, 1995（エッセイ）
- Baile con serpientes, 1996（『蛇とのダンス』、小説）
- El asco, Thomas Bernhard en San Salvador, 1997（『吐き気―サン・サルバドルのトーマス・ベルンハルト』、小説）
- La diabla en el espejo, 2000（『鏡の中の悪魔』、小説、ロムロ・ガジェゴス賞最終候補）
- El arma en el hombre, 2001（小説）
- Donde no estén ustedes, 2003（小説）
- Indolencia, 2004（短編小説）
- Insensatez, 2004（『無分別』、小説）
- Desmoronamiento, 2006（『崩壊』、小説）
- Tirana memoria, 2008（『荒ぶる記憶』、小説）
- La sirvienta y el luchador, 2011（『女中とレスラー』、小説）
- El sueño del retorno, 2013（『我が帰還の夢』、小説）
- Moronga, 2018（小説）
- El hombe amansado, 2022（小説）